# 小画舫斋旧址
小画舫斋旧址位于中华人民共和国广州市荔湾区龙津西路逢源大街21号，为新加坡籍华裔富商黃兆南的家族别墅。黄景棠其父黃亞福是知名僑商。其落成于清朝光绪二十八年(1902年)，1956年黄景棠后人将此建筑捐献给政府。1993年8月9日被公布为广州市文物保护单位。

## 建築佈局
其坐北朝南，占地面积2000多平方米，是一座具有岭南园林风格的建筑，因内有船厅，故名小画舫斋。园门原有石刻门额“小画舫斋”，可惜现已遗失。后门朝北，原有的建筑分为三部分：南面为主人卧室、西北侧涌边外是船厅、中间是祖先厅、南门的右侧是后楼。所有的建筑以石路和连廊相连，庭院中建有名为“诗境亭”的凉亭、假山和花基等，园内广植南方珍稀植物。文化大革命期间，南面主体建筑、诗境亭及连廊等均受到破坏，现仅存船厅、祖先厅、大门。

### 修復
船厅临荔湾涌而建，是主人的书斋，因临水构筑，其造型似船舫，故名“船厅”。现有“船厅”是1995年华南理工大学程建军教授复原设计，于1996年重新修建，高两层，卷棚歇山顶，钢筋混凝土结构。祖先厅为砖木结构，卷棚歇山顶，碌灰筒瓦，面阔8.5米，深9.3米，台基用青石砌筑，两侧墙体承重，地面铺有黑白相间大理石。大门为西关大屋立面风格，青砖石脚，后改贴瓷片，有脚门、趟栊和板门。2005年恢复原有外观。